# Pongamiopsis
Pongamiopsis är ett släkte av ärtväxter. Pongamiopsis ingår i familjen ärtväxter.
Kladogram enligt Catalogue of Life:
| Pongamiopsis | \| \| Pongamiopsis amygdalina \| \| \| \| \| \| Pongamiopsis pervilleana \| \| \| \| \| \| Pongamiopsis viguieri \| \| \| \| |
|              | \| \| Pongamiopsis amygdalina \| \| \| \| \| \| Pongamiopsis pervilleana \| \| \| \| \| \| Pongamiopsis viguieri \| \| \| \| |
|              | Pongamiopsis amygdalina |
|              | |
|              | Pongamiopsis pervilleana |
|              | |
|              | Pongamiopsis viguieri |
|              | |